# Bethlehem (banda)
Bethlehem é uma banda alemã de black/doom metal da cidade de Grevenbroich. A banda foi fundada em 1991 por Jürgen Bartsch e Klaus Matton e foi precursora do sub-gênero "dark metal", nome derivado de seu álbum de estreia homônimo, lançado em 1994, considerado o marco inicial do estilo.

## Estilo
As composições são mórbidas e quase exclusivamente relacionadas ao suicídio. Todas as músicas foram compostas por Jürgen Bartsch, que diz se inspirar em sua mente perturbada.
Devido ao conteúdo "polêmico" de suas letras, o Bethlehem já sofreu censura na Alemanha, sendo impedidos de tocarem em algumas casas de shows. [carece de fontes?]
Mein Weg (2004) mostra uma versão diferente da banda, com fortes características de Música eletrônica. As composições de Jürgen Bartsch demonstram a mesma melancolia do passado, porém sem o lado extremo dos álbuns antigos, abandonando a influência do Black metal e Doom metal.

## Integrantes
Pela banda já passaram diversos vocalistas: em Dictius Te Necare (1996) era Rainer Landfermann (atual baixista da banda de Death Metal Pavor), dono de vocais extremos e únicos, responsáveis pelo complemento ao sentimento desesperador do disco. Em Sardonischer Untergang im Zeichen irreligiöser Darbietun] (S.U.i.Z.i.D) (1998) foi a vez de Marco Kehren (guitarrista/vocalista da banda Deinonychus), com vocais igualmente únicos. De Schatten aus der Alexander Welt (2001) em diante, o vocalista era Guido Meyer de Voltaire (guitarrista/vocalista da banda de Death metal Aardvarks). Niklas "Kvarforth" Olsson (vocalista da banda de Black metal Shining) foi o vocalista na regravação do álbum S.U.i.Z.i.D., A Sacrificial Offering to the Kingdom of Heaven in a Cracked Dog's Ear, lançado em 2009. Em 2014, a banda retoma a sonoridade de Mein Weg com Hexakosioihexekontahexaphobia, com Guido Meyer de Voltaire como vocalista. Em dezembro de 2016, a banda lança o álbum autointitulado Bethlehem, desta vez com Onielar (vocalista da banda de Black Metal Darkened Nocturn Slaughtercult) e o guitarrista russo Karzov. 

### Formação atual
- Jürgen Bartsch –  Baixo, guitarra, composições, efeitos eletrônicos, sintetizador (1991-presente)
- Florian "Torturer" Klein –  Bateria (2016-presente)
- Karzov – Guitarra (2016-presente)
- Onielar – Vocal (2016 - presente)

### Outros membros
- Klaus Matton –  Guitarra Elétrica (1991-2000)
- Andreas Classen –   Vocal (1991-1994)
- Chris Steinhoff –   Bateria (1991-1996)
- Sephiroth	Vocals (1995)
- Rainer Landfermann –   Vocal  (1995-1996)
- Markus Lossen –   Bateria (1996-1998)
- Marco Kehren –  Vocal (1996-1997)
- Cathrin Campen –   Vocal  (1997-1998)
- Steve Wolz –   Bateria (1999-2011)
- Olaf Eckhardt –  Guitarra (2000-2014)
- Reiner Tiedemann –   Teclado (2001-2003)
- Guido Meyer de Voltaire –  Vocal  (2001-2004, 2013-2014)
- Andreas Tekath –  Teclado/Piano (2004)
- Matron Thorn – 	Guitars (2009-2010)
- Niklas "Kvarforth" Olsson –   Vocal  (2009-2011)
- Jonathan "Marquis" Théry – 	Vocal (2009)
- Florian "Torturer" Klein –  Bateria (2011-2015)
- Rogier Droog – 	Vocal  (2011-2012)
- Eva Haas	 – Samples, Teclado, Vocal feminino (2012-?)
- Schmied – 	Vocal  (2012), Vocal, Baixo (2014-2015)
- Felix Wahn	 – Guitarra (2014-2015)

## Discografia
Álbuns de estúdio
- Dark Metal (1994, Red Stream Inc)
- Dictius Te Necare (1996, Red Stream Inc)
- Sardonischer Untergang im Zeichen irreligiöser Darbietung (1998, Red Stream Inc)
- Schatten aus der Alexander Welt  (2001, Red Stream Inc)
- Mein Weg (2004, Red Stream Inc)
- A Sacrificial Offering to the Kingdom of Heaven in a Cracked Dog's Ear  (2009, Red Stream Inc)
- Hexakosioihexekontahexaphobia (2014, Prophecy Productions)
- Bethlehem (2016, Prophecy Productions)

EP
- Reflektionen aufs Sterben (1998, Red Stream Inc)
- Profane Fetmilch Lenzt Elf Krank (7"-Single) (2000)
- Suicide Radio (2003, Red Stream Inc)
- Alles Tot (2004)
- Stönkfitzchen (2010, Red Stream Inc)

Demos
- Bethlehem (Demo, 1992)
- Thy Pale Dominion (7"-Single) (1993)

Outros
- Gummo (filme, 1998): participação na trilha sonora com as músicas Schuld uns'res knöcherigen Faltpferds (do Alles Tot) e Verschleierte Irreligiösität (do Dictius Te Necare)
- Hau Ab (coletânea, 2016): coletânea em vinis de todos álbuns lançados pela banda a partir de 1994.